# Манігікі

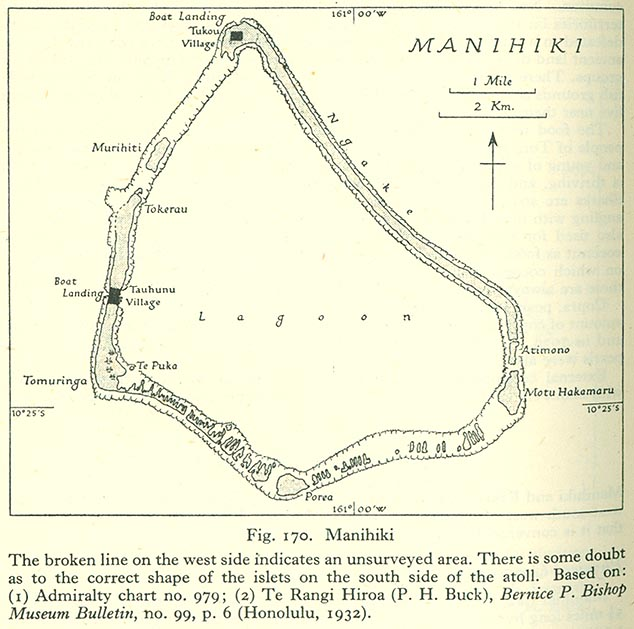
Карта атола Манігікі

Манігікі — атол у північній групі островів Кука, неофіційно відомий як «Острів перлів». Він лежить у ланцюзі Північних островів Кука, приблизно 1299 км на північ від столичного острова Раротонґа, що робить його одним із найвіддаленіших населених пунктів у Тихому океані. Є два варіанти пояснення значення назви. За одним вважається, що початкова назва острова була Манугікі, натхненна аборигенами-першовідкривачами, Ману походить від слова Rua Manu (різновид каное), а Гікі означає на березі, тому дослівний переклад буде таким: каное, винесене на берег. Друга інтерпретація полягає в тому, що першовідкривачі були з Манігі, острова в Туамоту, тому назва острова означала б Малий Манігі.

## Географія
Манігікі — кораловий атол приблизно трикутної форми, що складається приблизно з 43 острівців (motu), що оточують глибоку 9-кілометрову лагуну, яка майже повністю закрита навколишнім рифом. Атол розташований на вершині підводної гори, що височіє на 4000 м від дна океану. Мешканці поділені між двома головними острівцями Таугуну на західному узбережжі (де розташована урядова адміністрація) і Тукао на півночі (де розташований аеропорт острова Манігікі). У кожному населеному пункті є школа, церкви, магазини та кілька пікапів. Загальна площа землі становить приблизно 4 квадратні кілометри (1,5 миля2).
Основні острови атола (зазначені за годинниковою стрілкою від крайньої північної точки атола):
- Нґаке
- Атімоно
- Моту-Гакамару
- Пореа
- Те Пука
- Таугуну
- Мурігіті

## Історія
Вважається, що полінезійці жили на Манігікі принаймні з 900 або 1000 року нашої ери. Згідно з місцевим фольклором, атол відкрив Гуку, рибалка з Раротонґи, який помітив мілководну ділянку моря і заявив, що це місце його риболовлі. Пізніше ця територія була виловлена Мауї, ставши атолом Ракаганґа. Потім Гуку повернувся й воював з Мауї за землю, яку він вважав своєю. Мауї вигнали, але під час боротьби частина нової землі відкололася, ставши атолом Манігікі. Інша легенда говорить, що Купе, дослідник Аотеароа, походив з Манігікі, також відомого як Факаготу-Нуі або Нііва-Нуі. Його каное було названо стародавньою назвою села Тукао, відомого як Те Матафуруа. Після повернення з Аотеароа він перейменував Марае в селі Тукао (Те-Матафуруа) Те-Пуна-Рукі-о-Той-Ту Рагуї-Те-Раутеа на Те-Гоно-О-Купе-Кі-Аотеа, або скорочено Те-Марае-Гоно.
Манігікі спочатку використовувався для забезпечення їжею жителями сусідньої Ракаганґи. Кожні кілька років уся громада здійснювала небезпечний перехід між атолами, дозволяючи атолові відновити свої ресурси. Вони жили кілька років разом в одному селі на Ракаганзі, а тоді кілька років на Манігікі, племінні угруповання жили окремо кожне у своєму селі.
Вважається, що Педро Фернандес де Кейрос вперше побачив острів у 1606 році і назвав його «Ґенте-Гермоза» (Gente Hermosa, Чудові люди). Однак 13 жовтня 1822 року, коли його побачили з американського корабля «Добра надія», капітан Патріксон назвав його островом Гамфрі. У 1828 році китобійний корабель Ґанґс помітив острів і назвав його островом Великий Ґанґ, а інші китобійні кораблі назвали його Лідерус, Ґланд, Сара Скотт і Пескадо. Незважаючи на неодноразові перейменування дослідниками, острів зараз зберігає свою аборигенну назву.
У 1889 році частина населення виступила проти місіонерів і уклала угоду з французькою колоніальною владою, розташованою на Таїті, про анексію острова. У відповідь відправили корабель, але місіонери на Манігікі підняли британський прапор, через що корабель відійшов, не висадивши десант.
На острів претендували Сполучені Штати відповідно до Закону про острови Ґуано, але Сполучені Штати ніколи не вживали дій щодо цієї претензії, і острів був проголошений британським протекторатом капітаном А. К. Кларком, капітаном HMS Espiegle 9 серпня 1889 року. Він був переданий під адміністрацію Нової Зеландії разом з рештою Островів Кука в 1901 році. Відповідно до Договору про морський кордон між Островами Кука та США від 1980 року Сполучені Штати визнали суверенітет Островів Кука над Манігікі та трьома іншими островами.
У серпні 1963 року маленький човен Tearoha відплив із Манігікі до Ракаганґи за їжею. Під час виходу з Ракаганґи 15 серпня 1963 року човен збився з курсу під час шторму, і врешті-решт знову причалив до берега 17 жовтня 1963 року в Ерроманґо у Вануату. Четверо із семи людей на борту вижили, прибули до Ерроманґо, але один із них незабаром помер. Пізніше Тігу Макімаре з села Таугуну був нагороджений золотою медаллю Королівського гуманітарного товариства Нової Зеландії за його лідерство та мужність у цій епічній незапланованій подорожі. Ця історія описана в книзі Баррі Вінна «Людина, яка відмовилась померти». Оригінальний вождь (Арікі) відомий як Вакагео Арікі. У наступні роки родини боролися за посади та наділи землі. Вважається, що перші доньки Вакагео не повинні були спадкувати Арікі, цей титул давався першому синові. Титул первістка відомий як Вакатапайру.
У 1997 році циклон Мартін спустошив Манігікі. Майже кожна будівля на острові була зруйнована штормовою хвилею, 10 людей загинуло, ще 10 осіб вважаються зниклими безвісти, а пізніше коронер Островів Кука оголосив їх мертвими. 360 людей евакуювали на Раротонґа, більшість з них так і не повернулися. Мартін став найбільш смертоносним тропічним циклоном, який вплинув на Острови Кука за понад століття, після того як він спричинив 19 смертей на островах.
У лютому 2009 року мер Манігікі Кора-Кора заявив, що світова економічна криза підняла ціни на товари першої потреби до такої міри, що спровокувала значну еміграцію до Нової Зеландії та Австралії. Він сказав, що населення Манігікі на тому етапі становило лише 280 осіб.

## Демографія

### Села
Є два села: більше село Таугуну розташоване на острові Таугуну на західному краю атола. Друге село, Тукао, також відоме в минулі часи як Те-Матафуруа, знаходиться на північному краю Нґаке або Те-Паероа-моту, і пролягає вздовж північно-східної сторони атола. Острів політично контролюється Радами островів і мером, який обирається кожні три роки його мешканцями.

### Племена
Атол населяють два племена факагео — матакейнанґа і тукуфаре. Кожне плем'я має 7 підплемен або груп:
| Матакейнанга    | Тукуфаре                                                                                          |
| --------------- | ------------------------------------------------------------------------------------------------- |
| Ну-матуа        | - Те-пу-таугуну - Пуренґа - Каупапа - Гітікі - Попо-іті - Нґа-гое-е-фа - Фаті-кауа                |
| Тіа-нгаро-Тонга | - Вай-а-Матуа - Нґаро-Тапага - Нґа-фаре-рірікі - Тутеру-матуа - Тянева-матуа - Тігаума - Гуа-тане |

На острові розмовляють такими мовами, як ракаганґа-манігікі та англійською.

## Економіка
В економіці Манігікі домінує вирощування чорних перлів, а навколо лагуни розкидані перлинні ферми. Туризм є другорядним джерелом доходу, хоча об'єкти є зачатковими. Риф забезпечує відмінне плавання та підводне плавання серед різнокольорових тропічних риб і коралів, що робить підводне плавання головною привабливістю для відвідувачів. Відвідувачам дозволено займатися підводним плаванням або фрідайвінгом, але не підводним плаванням без дозволу. Відвідувачі можуть отримати дозвіл в офісі адміністрації від секретаря острова, мера чи заступника мера. У відкритих водах за рифом добре ловиться риба, зокрема ловлять жовтоперого тунця та летючу рибу. Також можуть бути організовані екскурсії по перлинних фермах.
Час польоту до острова авіакомпанією Air Rarotonga займає близько трьох з половиною годин, і є рейс кожного другого тижня в четвер з Раротонґи; однак рейси іноді скасовуються через відсутність пасажирів або пального в Манігікі.
Сонячні ферми Tukao і Tauhunu забезпечують 136 кВт і 147 кВт відповідно.